# Enantiocephalus cornutus
Enantiocephalus cornutus är en insektsart som beskrevs av Herrich-schaeffer 1838. Enantiocephalus cornutus ingår i släktet Enantiocephalus och familjen dvärgstritar. Inga underarter finns listade i Catalogue of Life.